# Chen Xiaomin
Chen Xiaomin (陈晓敏S, Chén XiǎomǐnP; Heshan, 7 febbraio 1977) è un'ex sollevatrice cinese campionessa olimpica e mondiale che ha gareggiato nelle categorie dei pesi piuma (fino a 54 kg.), dei pesi leggeri (fino a 59 kg.), dei pesi medi (fino a 63 kg.) e dei pesi massimi leggeri (fino a 69 kg.).

## Carriera
Ha iniziato a sollevare pesi nel 1989 e nel 1992 è già diventata campionessa nazionale.
Nel 1993, all'età di 16 anni, ha vinto la medaglia d'oro ai campionati mondiali di Melbourne nei pesi piuma con 200 kg. nel totale, realizzando i record mondiali nella prova di strappo, nella prova di slancio e nel totale.
Nel 1994 è passata nella categoria superiore dei pesi leggeri e ha vinto la medaglia d'oro ai Giochi Asiatici di Hiroshima.
L'anno seguente ha vinto nuovamente la medaglia d'oro ai campionati mondiali di Guangzhou con 215 kg. nel totale, realizzando il record mondiale nella prova di slancio.
Nel 1996 ha vinto la sua terza medaglia d'oro ai campionati mondiali nell'edizione disputatasi a Varsavia con 207,5 kg. nel totale, realizzando il record mondiale nella prova di strappo.
Negli anni a seguire Chen Xiaomin si è presa una pausa dalle competizioni, ritornando a gareggiare nel 2000 in occasione dei campionati asiatici di Osaka nella categoria dei pesi massimi leggeri, vincendo subito la medaglia d'oro con 235 kg. nel totale.
Qualche mese dopo ha partecipato alle Olimpiadi di Sydney 2000, edizione in cui il sollevamento pesi femminile ha fatto il suo debutto olimpico, riuscendo a rientrare nella categoria inferiore dei pesi medi e vincendo la medaglia d'oro con 242,5 kg. nel totale, battendo la russa Valentina Popova (235 kg.) e la greca Iōanna Chatzīiōannou (222,5 kg.).